# Hemerodromia fibrina
Hemerodromia fibrina är en tvåvingeart som beskrevs av Landry 1985. Hemerodromia fibrina ingår i släktet Hemerodromia och familjen dansflugor.
Artens utbredningsområde är Québec. Inga underarter finns listade i Catalogue of Life.